# コンプリート・プレイヤーズ
コンプリート・プレイヤーズはプロレスのユニット。

## 現メンバー
- 田中将斗
- 邪道
- 外道

## 元メンバー
- 保坂秀樹
- 中山香里
- 高橋裕二郎

## 概要
- 経営危機に陥っていた末期のFMWはかつてのデスマッチ、ハードコア路線からコミッショナーに就任した冬木弘道を中心とするエンターテイメントプロレス路線に転換。一方、FMWの要請でECWから帰国した田仲正人（現：田中将斗）であったが団体の路線に反発。志を同じくする邪道、外道、中山香里と共に2001年2月にコンプリート・プレイヤーズを結成。
  - 後に、邪道と外道がラジオ番組「真夜中のハーリー&レイス」で語ったところによると、当時のFMWでは選手への給料遅配が起きており、「この団体はもう長くない」と悟った邪道・外道が脱退を決意。その際に、「良い選手だからFMWと一緒に沈むのはもったいない」と田中にも声を掛けた。最初、田中は「自分を育ててくれたFMWを抜けるのは嫌だ」と号泣したが、最終的に「俺たちはプロなんだから、少しはドライになった方がいい」という邪道・外道の説得に応じたという。
- 程なくしてFMWはコストカットのために4人の契約解除を行い団体を離脱。フリーランスのヒールユニットとして新日本プロレス、全日本プロレス、プロレスリングZERO-ONE、みちのくプロレスなど様々な団体に参戦し活動する。11月には自主興行も開催。
- 田中はZERO-ONE参戦後に入団、邪道・外道は新日本プロレスへ参戦し入団。中山はOZアカデミー女子プロレスで活動した後に引退。と個々に参戦していた団体での活動に専念するようになりグループ名での活動は一切行われなくなる。
- 2008年にはPREMIUMにおいて一夜限りの再結成を行い、同じく再結成された狼群団と対戦した。
- 2009年9月27日、新日本プロレス神戸ワールド記念ホール大会で再結成。
- 2011年5月26日、新日本プロレス後楽園ホール大会にて、高橋裕二郎が、田中、邪道、外道と共に、パートナーである内藤哲也を報復。NO LIMIT解散と共にグループ加入を宣言した。
- 元ネタは田中が所属していたECWで活動していたユニット、インパクト・プレイヤーズである。

## 参戦団体
- 新日本プロレス
- 全日本プロレス
- プロレスリング・ノア
- プロレスリングZERO-ONE
- 大日本プロレス
- みちのくプロレス
- 格闘探偵団バトラーツ
- I.W.A.JAPAN